# Надо мною солнце не садится
«Надо мною солнце не садится» (якут. Мин үрдүбэр күн хаһан да киирбэт) — якутский фильм 2019 года производства студии «Сахафильм». Принимал участие в 41-м Московском международном кинофестивале. Снят по повести Николая Лугинова «Каменный мыс».

## Сюжет
Поссорившись с отцом, Алтан приезжает работать на Крайний Север. Ему предстоит провести целый месяц в одиночестве на безлюдном острове. Но вскоре у Алтана появляется сосед — старик Байбал. Он приехал сюда доживать свои последние дни и просит Алтана похоронить его рядом с могилой жены.
Но парень узнаёт, что у старика в молодости пропала без вести дочь Надя. Стараясь оттянуть смерть старика, Алтан уговаривает его создать развлекательный видеоблог, чтобы найти её. Он делает всё, чтобы Байбал захотел прожить хотя бы ещё один день…

## В ролях
- Иван Константинов — Алтан
- Степан Петров — Байбал
- Иннокентий Луковцев — отец Алтана
- Анатолий Кириллин — дядя Миша

## Награды и номинации

### Награды
- XXXXI Московский международный кинофестиваль, Приз зрительских симпатий[2]
- Премия Сети продвижения азиатского кино (NETPAC)[3]
- III Международный арктический кинофестиваль «Золотой ворон», Приз жюри за Лучший игровой фильм[4]
- Кинофестиваль в Котбусе (Германия,  2019), Приз FIPRESCI и зрительских симпатий[5]
- Nuuk international film Festival 2020, Лучший полнометражный фильм[6]
- Премия за лучший фильм Кинофестиваля стран БРИКС в Гоа (2021)[7][8]

### Номинации
- XXXXI Московский международный кинофестиваль, Приз за лучший фильм — Золотой «Святой Георгий»[9]
- XXII Shanghai International Film and TV Festival (SIFF). Картина получила: Приз СМИ за лучший фильм и Приз зрительных симпатий.